# Francesco Ricci (presbitero)
Francesco Ricci (Faenza, 29 maggio 1930 – Forlì, 30 maggio 1991) è stato un presbitero italiano.
È stato canonico della cattedrale di Forlì, assistente ecclesiastico di Comunione e Liberazione e rettore della chiesa di San Filippo Neri a Forlì.

## Biografia
Ordinato sacerdote nel 1955, fu in seguito assistente diocesano dell'Azione Cattolica e cappellano nelle parrocchie forlivesi di Ravaldino e Santa Lucia. Dopo aver trascorso gli anni della Guerra a Premilcuore, fu discepolo di don Pippo Prati, parroco dell'Abazia di San Mercuriale.
Alla fine degli anni cinquanta incontrò don Luigi Giussani e fondò con lui Gioventù Studentesca, tanto che don Giussani lo definì «il primo e più grande compagno di cammino». Grazie all'opera di don Francesco Ricci, Forlì divenne, insieme a Milano, uno dei principali centri di diffusione dell'esperienza di Comunione e Liberazione in Italia. Viaggiò in molti paesi per promuovere Comunione e Liberazione: in Jugoslavia, Perù, Polonia, Ungheria, Giappone e Corea, Uganda, Paraguay, Cecoslovacchia, Brasile.
Per il suo interesse verso l'Europa dell'Est, allora sotto governi comunisti, fondò a Forlì il Centro studi Europa orientale (CSEO), che intendeva approfondire la conoscenza in Italia dei Paesi di quell'area geopolitica; intrecciò rapporti di amicizia con molte personalità polacche, tra cui il filosofo Stanislav Grygiel (1934-2023), allievo di Karol Wojtyła. Pubblicò le traduzioni di opere di Václav Havel, Józef Tischner e altri autori.
Morì, dopo una lunga malattia, il 30 maggio 1991.
La sua collezione di libri, riviste e documenti personali è stata donata alla Biblioteca Centrale Roberto Ruffilli dell'Università di Bologna, Campus di Forlì.

## Opere
Principali opere pubblicate:
- Da un paese vicino..., a cura dell'Associazione don Francesco Ricci; prefazione di Guzman Carriquiry Lecour, Bologna: EDB, 2003
- Cronache d'Europa perdute e ritrovate, Bologna: CSEO, 1990
- Pagine di un diario mai scritto, Forli: Associazione don Francesco Ricci, 2001
- San Filippo Neri e l'oratorio, Imola: Grafiche Galeati
- I giorni: omelie e meditazioni per l'anno liturgico, a cura dell'Associazione don Francesco Ricci, Bologna: EDB, 2001
- Cronache del Novecento perdute e ritrovate, Forli: La Nuova Agape, 1999